# Parc naturel de la Warta
Pour les articles homonymes, voir Warta (homonymie).
Le parc naturel de la Warta (en polonais : Nadwarciański Park Krajobrazowy) , est un parc naturel de Pologne, couvrant 13 428 hectares, qui a été créé en 1995.
Le parc s'étend en plein centre de la voïvodie de Grande-Pologne, en grande partie sur le Słupca (incluant les communes de Zagórów, Lądek, Rzgów), mais aussi sur celui de Września (incluant une partie de la commune de Pyzdry).
Le parc protège le paysage et la vallée d'origine glaciaire de la Warta. Celle-ci, qui a changé régulièrement son cours, a laissé dans cette vallée de nombreux bras-mort, qui forment des lacs.

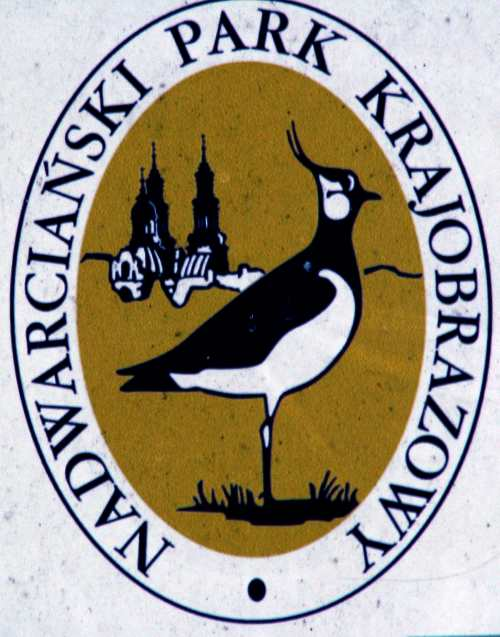
Logo du parc

Le parc naturel est considéré comme l'un des 7 refuges les plus importants d'oiseaux aquatiques et de marais en Pologne, et aussi comme une des zones ornithologiques les plus précieuses d'Europe. En 1995, l'ONG BirdLife International a reconnu le parc comme Globaly Important Bird Areas.

## Galerie d'images

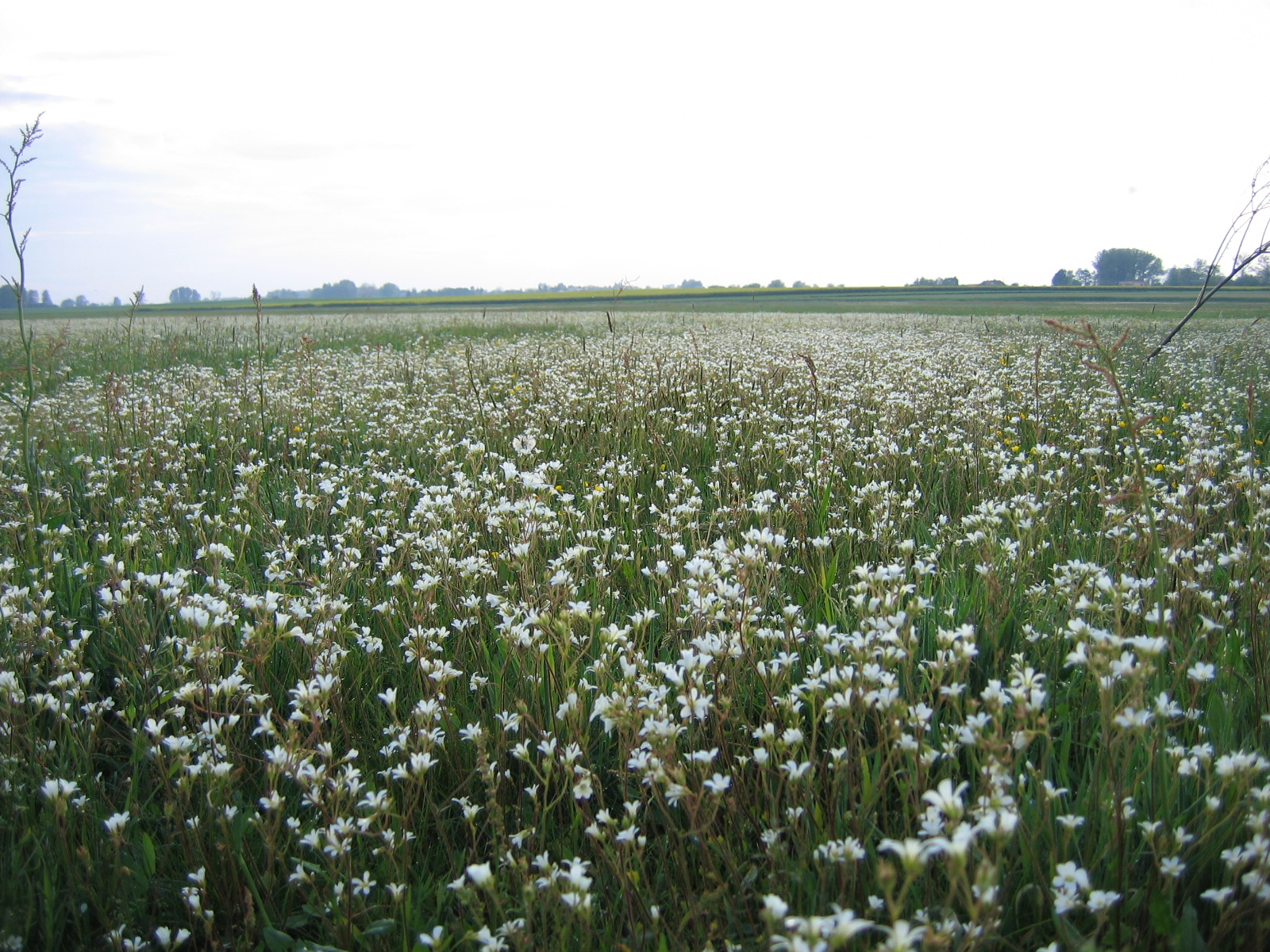
Des champs dans le parc.
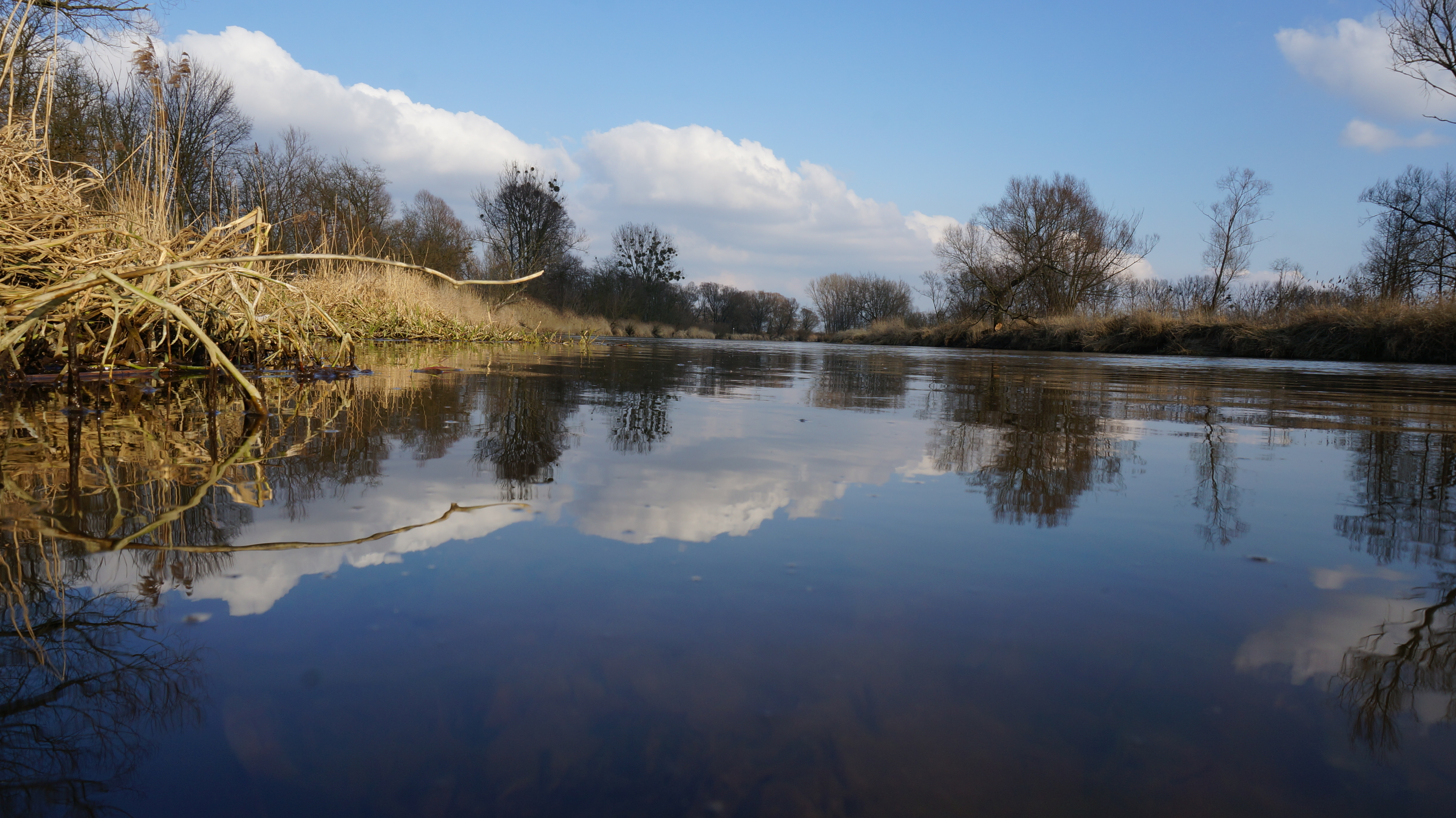
La Warta dans le parc.